# Angelo Carlos Pretti
Angelo Carlos Pretti (10 oktober 1965) is een voormalig Braziliaans voetballer.

## Carrière
Angelo Carlos Pretti speelde tussen 1993 en 1998 voor Yokohama Flügels, Kyoto Purple Sanga, Montedio Yamagata en Tokyo Gas.

## Statistieken
| Japan   | Japan              | Japan           | League | League | Emperor's Cup | Emperor's Cup | J-League Cup | J-League Cup | Totaal | Totaal |
| Seizoen | Club               | League          | Wed.   | Goals  | Wed.          | Goals         | Wed.         | Goals        | Wed.   | Goals  |
| ------- | ------------------ | --------------- | ------ | ------ | ------------- | ------------- | ------------ | ------------ | ------ | ------ |
| 1993    | Yokohama Flügels   | J. League 1     | 13     | 3      | 0             | 0             | 0            | 0            | 13     | 3      |
| 1994    | Kyoto Purple Sanga | Football League | 25     | 17     | 2             | 2             | -            | -            | 27     | 19     |
| 1995    | NEC Yamagata       | Football League | 29     | 16     | 0             | 0             | -            | -            | 29     | 16     |
| 1996    | Montedio Yamagata  | Football League | 27     | 13     | 3             | 2             | -            | -            | 30     | 15     |
| 1997    | Montedio Yamagata  | Football League | 29     | 19     | 3             | 4             | -            | -            | 32     | 23     |
| 1998    | Tokyo Gas          | Football League | 26     | 8      | 3             | 0             | -            | -            | 29     | 8      |
| Totaal  | Totaal             | Totaal          | 149    | 76     | 11            | 8             | 0            | 0            | 160    | 84     |